# Lee Yoon-ji
Lee Yoon-ji (이윤지?, 李允芝?, I Yun-jiLR, I YunjiMR; Seul, 15 marzo 1984) è un'attrice sudcoreana.

## Carriera
Lee Yoon-ji debuttò nel 2003 nella sitcom Nonstop e, negli anni seguenti, recitò in vari drama, tra cui Gung e Dream High. Tra il 2008 e il 2009 apparve nel varietà Uri gyeolhonhaess-eo-yo insieme a Kangin dei Super Junior, e l'anno successivo esordì in teatro, nella versione coreana di Proof.
Dal 2013 al 2014, Lee interpretò uno dei ruoli principali in Wanggane sikgudeul; successivamente apparve in Dr. Frost e Gu-yeochingeulleop.

## Vita privata
Lee ha sposato un dentista il 27 settembre 2014 al 63 Building di Yeouido e, il 6 ottobre 2015, ha partorito la loro prima figlia.

## Filmografia

### Televisione
- Nonstop (논스톱) – serial TV (2004)
- Hankangsutaryeong (한강수타령) – serie TV (2004-2005)
- Geonppangseonsaenggwa byeolsatang (건빵선생과 별사탕) – serie TV (2005)
- Jamaebada (자매바다) – serie TV (2005)
- Gung (궁) – serie TV (2006)
- Yeor-ahop sunjeong (열아홉 순정) – serie TV (2006)
- Nae gyeot-e isseo (내 곁에 있어) – serie TV (2007)
- Dae-wang Sejong (대왕 세종) – serie TV (2008)
- Bom, bombom (봄,봄봄), regia di Lee Gun-joo – film TV (2008)
- Cheon-gug-ui a-i-deul (천국의 아이들) – serie TV (2009)
- Maenddang-e heding (맨땅에 헤딩) – serie TV (2009)
- Dongjeongbubu, John Rugalda (동정부부, 요안 루갈다) – serie TV (2010)
- Mindeulle gajok (민들레 가족) – serie TV (2010)
- Dream High (드림하이) – serie TV (2011)
- The King 2 Hearts (더킹 투하츠) – serie TV (2012)
- Daepungsu (대풍수) – serie TV (2012)
- Yeon-aejojakdan Cyrano (연애조작단; 시라노) – serie TV (2013)
- Wanggane sikgudeul (왕가네 식구들) – serie TV (2013-2014)
- Dr. Frost (닥터 프로스트) – serie TV (2014-2015)
- Gu-yeochingeulleop (구여친클럽) – serie TV (2015)
- Byeonhyeog-ui sarang (변혁의 사랑?) – serie TV, episodi 1-2 (2017)
- My Demon (마이 데몬?, Ma-i demonLR) – serie TV (2023-2024)

### Cinema
- Ryeong (령), regia di Kim Tae-gyeong (2004)
- Couples (커플즈), regia di Jeong Yong-ki (2011)

## Discografia
- 2003 – "Happy Days" (Nonstop OST)
- 2006 – "Here Comes Love" (Yeor-ahop sunjeong OST)
- 2010 – "마음에 내리는 눈" (Love Tree Project)
- 2011 – "빛나라 우리 사랑아" (feat. Gong Hyung-jin, Kim Joo-hyuk, Lee Si-young, Oh Jung-se per Couples OST)
- 2012 – "I Long for You" (Daepungsu OST)
- 2012 – "First Love" (The King 2 Hearts OST)
- 2014 – "That Person" (feat. Han Joo-wan per Wanggane sikgudeul OST)

## Riconoscimenti
| Anno | Premio                                  | Categoria                                            | Ricevente          | Risultato       |
| ---- | --------------------------------------- | ---------------------------------------------------- | ------------------ | --------------- |
| 2006 | KBS Drama Awards                        | Best New Actress                                     | Yeor-ahop sunjeong | Vincitore/trice |
| 2007 | MBC Drama Awards                        | Golden Acting Award, Actress in a Serial Drama       | Nae gyeot-e isseo  | Vincitore/trice |
| 2008 | KBS Drama Awards                        | Excellence Award, Actress in a Serial Drama          | Dae-wang Sejong    | Vincitore/trice |
| 2008 | KBS Drama Awards                        | Excellence Award, Actress in a One-Act Drama/Special | Bom, bombom        | Candidato/a     |
| 2011 | Men's Health                            | 2011 Vital Woman                                     |                    | Vincitore/trice |
| 2011 | Korean Culture and Entertainment Awards | Best Actress                                         | Couples            | Vincitore/trice |
| 2011 | Korea Drama Awards                      | Best Supporting Actress                              | Dream High         | Candidato/a     |
| 2011 | KBS Drama Awards                        | Best Supporting Actress                              | Dream High         | Vincitore/trice |
| 2012 | K-Drama Star Awards                     | Acting Award, Actress                                | The King 2 Hearts  | Candidato/a     |
| 2012 | MBC Drama Awards                        | Excellence Award, Actress in a Miniseries            | The King 2 Hearts  | Vincitore/trice |
| 2012 | SBS Drama Awards                        | Excellence Award, Actress in a Drama Special         | Daepungsu          | Candidato/a     |
| 2013 | KBS Drama Awards                        | Excellence Award, Actress in a Serial Drama          | Wanggane sikgudeul | Candidato/a     |

## Doppiatrici italiane
Nelle versioni in italiano dei suoi film, Lee Yoon-ji è stata doppiata da:
- Francesca Bielli in Dream High.